# Xanthocanace magna
Xanthocanace magna är en tvåvingeart som först beskrevs av Friedrich Georg Hendel 1913.  Xanthocanace magna ingår i släktet Xanthocanace och familjen Canacidae.
Artens utbredningsområde är Taiwan. Inga underarter finns listade i Catalogue of Life.